# Bat (berg)
Bat är ett berg i Kroatien.   Det ligger i länet Šibenik-Knins län, i den södra delen av landet, 210 km söder om huvudstaden Zagreb. Toppen på Bat är 1 179 meter över havet, eller 534 meter över den omgivande terrängen. Bredden vid basen är 9,5 km.
Terrängen runt Bat är huvudsakligen kuperad. Runt Bat är det ganska glesbefolkat, med 38 invånare per kvadratkilometer. Närmaste större samhälle är Knin, 13,7 km nordväst om Bat. Omgivningarna runt Bat är en mosaik av jordbruksmark och naturlig växtlighet.